# XXI Festival Internacional de la Canción de Viña del Mar
El XXI Festival de la Canción de Viña del Mar, o simplemente  Viña 80, se realizó del 6 al 11 de febrero de 1980 en el anfiteatro de la Quinta Vergara, en Viña del Mar, Chile. Fue transmitido por Televisión Nacional de Chile y animado por Antonio Vodanovic y coanimado por la periodista María Olga Fernández.

## Artistas invitados
- Milk and Coffee
- Foxy
- Ginette Acevedo
- Juan Verdaguer
- Umberto Tozzi
- Braulio
- Gigliola Cinquetti
- Neil Sedaka
- Gloria Gaynor
- José Luis Rodríguez "El Puma"
- Rocío Jurado
- Paul Mauriat
- Antonio Prieto
- Coco Legrand
- José Vasconcelos
- Connie Stevens
- The Stylistics
- Joey Travolta
- Antonio Zabaleta

## Jurado internacional
- Connie Stevens
- Paul Mauriat
- José Luis Rodríguez "El Puma"
- Rocío Jurado
- Andrea Bell
- Joey Travolta
- Luis Sigall
- Antonio Prieto
- Daniel Pietragallo

## Competencia internacional
- 1.er lugar:  España, Dudando, dudando, de Julio Seijas y Augusto Algueró, interpretada por Juan Sebastián.
- 2.° lugar:  Chile, Me enamoré de una soprano, escrita e interpretada por Juan Antonio Labra.
- 3.er lugar:  México, A quien voy a culpar, interpretada por Arianna.
- Mejor intérprete: Juan Antonio Labra, intérprete de Me enamoré de una soprano,  Chile.

## Curiosidades
- Durante la actuación de Gloria Gaynor, el público encendió antorchas de improviso mientras cantaba "I Will Survive", entonces ella se percató de ello e interrumpió su actuación para pedir a la gente que las apagara, con su célebre "¡Quita fuego!". Al día siguiente, la Prensa publicó que Gloria Gaynor sería proclamada como Miss Desubicada, debido a la petición hecha al público.
- El público pedía el regreso de Coco Legrand cuando el humorista terminó su actuación, sin embargo, por un tema de transmisiones vía satélite no se pudo, ya que seguía el turno de Neil Sedaka. Finalmente Legrand prometió nunca más volver a ese escenario, pero su promesa dura hasta el certamen del 2000.
- Umberto Tozzi utilizó playback para su actuación lo cual causó polémica.